# Schedophilus
Genre
Schedophilus est un genre de poissons perciformes de la famille des Centrolophidae.

## Liste des espèces
Selon World Register of Marine Species (1er janvier 2021), on dénombre aujourd'hui 8 espèces du genre Schedophilus :
- Schedophilus griseolineatus (Norman, 1937)
- Schedophilus haedrichi (Chirichigno F., 1973)
- Schedophilus huttoni (Waite, 1910)
- Schedophilus maculatus (Günther, 1860)
- Schedophilus medusophagus (Cocco, 1839)
- Schedophilus ovalis (Cuvier, 1833)
- Schedophilus pemarco (Poll, 1959)
- Schedophilus velaini (Sauvage, 1879